# Halectinosoma abrau
Halectinosoma abrau is een eenoogkreeftjessoort uit de familie van de Ectinosomatidae. De wetenschappelijke naam van de soort is voor het eerst geldig gepubliceerd in 1877 door Kritchagin.